# Pelodosotis
Pelodosotis là một loài lepospondyli tuyệt chủng.